# 国土安穏寺
国土安穏寺（こくどあんのんじ）は、東京都足立区島根にある日蓮宗の寺院。山号は天下長久山。旧本山は大本山法華経寺(中山門流)、達師法縁（繁珠会）。中山法華経寺2世日祐自作とされる祖師像を安置する。

## 歴史
応永17年（1410年）日通が開山、千葉満胤が開基となり創建、長久山妙覚寺と称した。日通は宗祖日蓮聖人にゆかりある本間氏の出身で、懇意にしていた日祐聖人の遺命を奉じ、寺院の建立に努めたとされる。その後徳川秀忠、家光父子が巡遊し御善所となる。寛永元年（1624年）徳川家祈願所位牌安置所となり現寺号を賜り葵紋の使用も許された。現在の諸堂は鐘楼を除いて昭和以降の建立である。

## 伝承
将軍家の御膳所寺院であり朱印地寺院であった当寺院には将軍家に関係する由緒や伝承が多く存在している。
宇都宮釣り天井の予言伝承
日光社参のため三代将軍家光が当寺に立ち寄った際、日芸聖人が道中気をつけること、また宇都宮にはとりわけ厳重に警備をするよう言ったところ、宇都宮釣り天井事件があったので将軍家より日芸の代に限る十万石の格式と葵紋の使用許可を与えられた。
寺号「国土安穏寺」の命名伝承
寛永年中、徳川家光が当時住職であった日芸を呼び、寺の寺号山号を尋ねたところ、日芸は「長久山妙覚寺と号しています」と答える。すると家光は「長久山とは目出度い山号だ。これからは、天下山国土安穏寺と号しなさい」と命名した。
焼豆腐吸物の献上
ある時、徳川家光が日芸を呼び住職に食事を持ってこさせるように命じたが、急な話で献上する品もなく、焼豆腐の吸物を献上した。すると家光はこれをお気に召したので、当寺では住職の就任祝いや正月三が日の参拝する人々に焼豆腐の吸物を出すことが式法となった。
大納言と魚とり
元文2年（1737年）、大納言であった家重が魚捕りを楽しんだ際に当寺で休んだ。

## 旧末寺
日蓮宗は昭和16年（1941年）に本末を解体したため、現在では、旧本山、旧末寺と呼びならわしている。
- 常住山法立寺（足立区谷中）

## 文化財
- 釈迦如来坐像（本尊）
- 四菩薩立像
- 日蓮聖人坐像
- 日通聖人坐像
- 日達大和尚坐像
- 日芸聖人坐像
- 四天王像[5]
- 蒔絵調度類 - 足立区登録有形文化財 工芸品[6]

## 年中行事
- 正月元日 - 新年國禱会
- 2月15日 - 釈尊涅槃会
- 2月16日 - 宗祖降誕会
- 3月24日 - 春季彼岸会結願大法要
- 4月8日 - 釈尊降誕花祭り
- 4月20日 - 開山会
- 4月28日 - 開宗会
- 土用丑日 - 頭痛除ほうろく修法
- 8月24日 - お施餓鬼大法要
- 9月26日 - 秋季彼岸会結願大法要
- 11月13日 - 御会式大法要[1]

## アクセス
東武伊勢崎線（東武スカイツリーライン）・東武大師線「西新井駅」下車、徒歩11分（経路案内）。

## 参考資料
- 『足立区仏教会その歩みと名鑑』足立区仏教会、1989年。
- 足立区立郷土博物館 編『足立風土記稿 地区編5 梅島』足立区教育委員会、2001年3月。全国書誌番号:20231679。
- 足立区立郷土博物館『足立区仏像調査報告書』足立区立郷土博物館、2013年3月。全国書誌番号:22298085。
- 日蓮宗寺院大鑑編集委員会 編『宗祖第七百遠忌記念出版 日蓮宗寺院大鑑』大本山池上本門寺、1981年1月。全国書誌番号:81019213。
- 「島根村 安穏寺」『新編武蔵風土記稿』 巻ノ137足立郡ノ3、内務省地理局、1884年6月。NDLJP:763997/50。
- “足立区文化財一覧”. 足立区. 2020年8月11日閲覧。